# Peugeot Type 5
De Peugeot Type 5 is een wagen van het Franse automerk Peugeot. De Type 5 is grotendeels gebaseerd, op enkele mechanische aanpassingen na, op de Peugeot Type 3. Zo weet deze wagen meer kracht te putten uit zijn twee pk dan zijn voorgangers. 
Door zijn kleine formaat leverde deze wagen geen groot succes op. Slechts veertien exemplaren werden geproduceerd.